# Драгойца (кряж)
Драгойца (або Драгоіца) — гірський хребт в Західних Предбалканах(Ботевградський передбалкан), Софійської області, Врачанської області і Ловецької області.
Гірська гряда Драгойца піднімається у внутрішній структурній смузі Західного Перед-Балкану (Передбалканський Ботевград). Північні схили пагорба спускаються круто до Батулської річки  (західна, права притока  Іскиру) і річки Батулської (східна, ліва притока Панега), які відділяють хребет  від Карлуковської горбистої області. На схід і південний схід, з крутими і отвісними схилами, Драгойца спускається до міста Ябланица, в районі якого з'єднується низьким сідлом (456 м) з грядою Лісець.  На заході і півдні, де схили хребта переважно вертикальні, кряж Драгойца досягає долини річки Малий Іскир, яка відокремлює її від хребтів Гола Голова (на західі) і Лакавиці (на півдні).
Кряж має майже прямокутну форму, із заходу на схід його довжина становить близько 16 км, а її ширина від півночі до півдня коливається від 8 до 14 км. Максимальна висота — гора Нішана (956,5 м), що піднімається в східній частині хребта, 3,3 км по прямій на захід від міста Ябланица.  Північна, західна і південна частини Драгойци дають початок правим притокам річки Малий Іскир і  на північному-сході -  східній Батулській річці і її правим притокам.
Гребінь хребта широкий і плоский,  складається з крейдового  вапняку. Більшу частину хребта займають невеликі ліси і пасовища.  Тут  є рілля.
В межах хребта та на його схилах розташовані 12 населених пунктів, в т.ч. 1 місто і 11 сіл: 
- Врачанський район

- Громада Роман - Караш, Марково-Равниште, Середній Рит і Хубавене;

- Ловецька область

- Громада  Ябланица - Батулці, Добревці, Дібравата і Ябланица;

- Софійська область

- Громада Правець - Калугерово, Манасельсьска Река, Равниште і Своде. 

На південний схід від Драгоїці, через сідловину, що з'єднує його з хребтом Лісець, проходять ділянки автомагістралі "Хемус" і першокласна дорога № 3 від мережі  Ботевград - Плевен - Бяла.
У західного підніжжя кряжа, по долині річки Малий Іскир, від села Калугерово до міста Роман, уздовж 23,1 км — ділянка дороги третього класу № 308  Осиковська лакавиця - Роман.
У 2000 році близько 700 метрів над рівнем моря. на гірському піці "Зуб" знайдено гніздо чорного лелеки. 9 квітня був помічений один екземпляр, але гніздо вже  в наступному році пропало. 
На Драгойці знаходяться захищений парк Гарванче і хата " Провертенік ".  Пік Нішана має телевежу і ретранслятори Інтернету для міста Луковит і військова база. 
Від імені гірського кряжа йде назва Ябланівської туристичної фірми "Драгоица".

## Докладніше
- Болгарський туристичний союз - хижа Простетеник

## Топографічна карта
- Аркуш карти K-34-36. Масштаб: 1 : 100 000. (рос.) Зазначити дату випуску/стану місцевості.
- Аркуш карти K-34-48. Масштаб: 1 : 100 000. (рос.) Зазначити дату випуску/стану місцевості.
- Аркуш карти K-35-25. Масштаб: 1 : 100 000.
- Аркуш карти K-35-37. Масштаб: 1 : 100 000.